# Alatina
Alatina is een geslacht van neteldieren uit de familie van de Alatinidae.

## Soorten
- Alatina alata (Reynaud, 1830)
- Alatina grandis (Agassiz & Mayer, 1902)
- Alatina madraspatana (Menon, 1930)
- Alatina moseri (Mayer, 1906)
- Alatina pyramis (Haeckel, 1880)
- Alatina rainensis Gershwin, 2005
- Alatina tetraptera (Haeckel, 1880)